# الکساندر گراسیموف-کالوت
الکساندر گراسیموف-کالوت (استونیایی: Aleksander Gerassimov-Kalvet; ۱۱ فوریهٔ ۱۹۰۴ – ۱۳ مارس ۱۹۷۰) بازیکن فوتبال اهل استونی بود.
از باشگاه‌هایی که در آن بازی کرده‌است می‌توان به باشگاه فوتبال تالینا کالو اشاره کرد.
وی به‌همراه تیم ملی فوتبال استونی در بازی‌های المپیک تابستانی ۱۹۲۴ شرکت کرده‌است. 